# Sistro

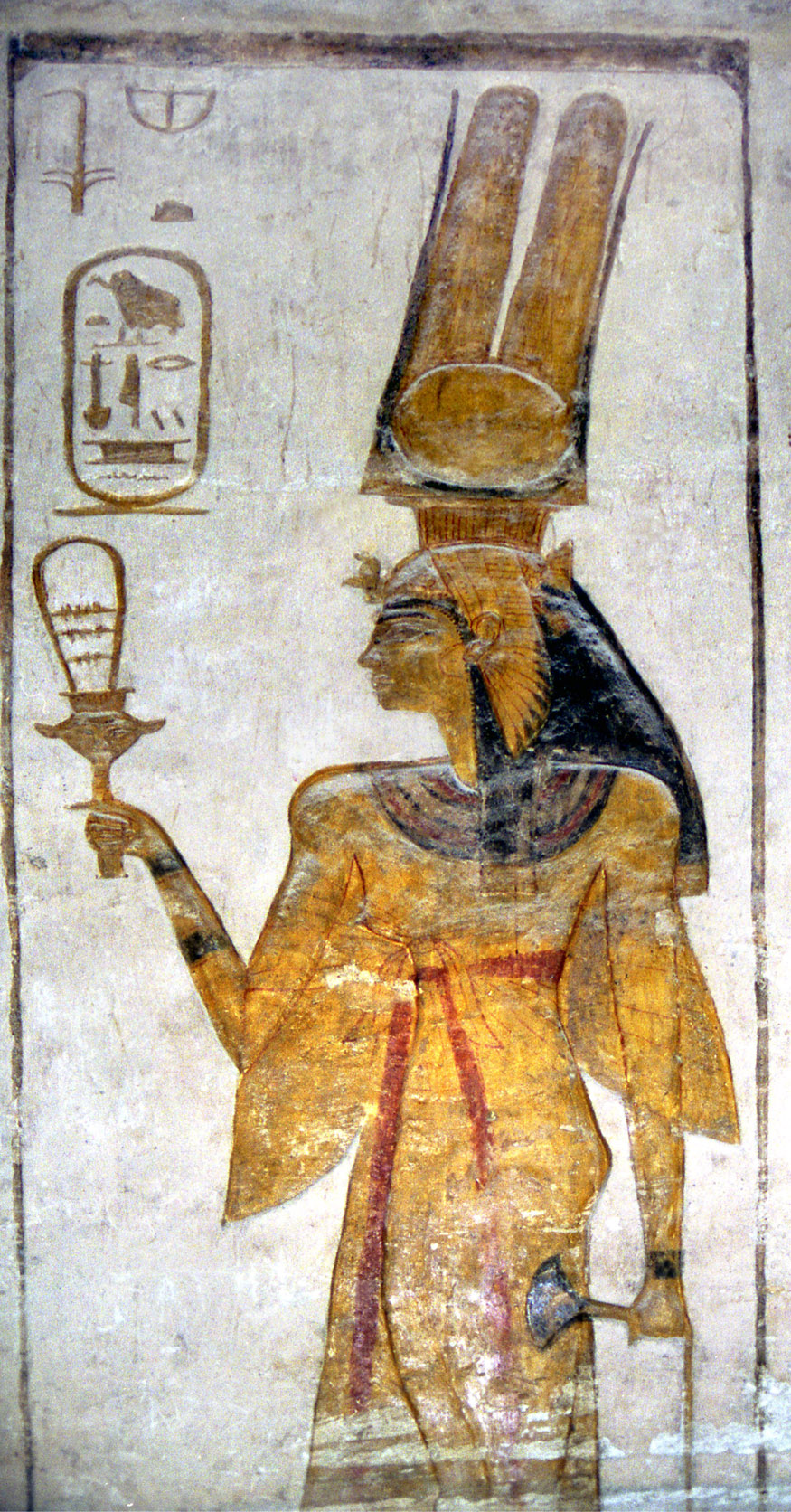
Nefertari representada com um sistro na mão direita e uma flor de lótus na esquerda - templo de Abul-Simbel

O sistro é um instrumento de percussão que produz um som achocalhado.
O instrumento já existia na Suméria do ano 2500 a.C. No Antigo Egito recebia o nome de sechechet e era utilizado por mulheres da nobreza e pelas sacerdotisas. Era feito em geral em bronze, mas também existiam exemplares em madeira e em faiança. Os sistros estavam particularmente associados ao culto da deusa Hator, mas poderiam também ser empregues no de Ísis, Bastet e Amom. Os Egípcios acreditavam que o som produzido pelo instrumento poderia aplacar o deus em questão. Quando o culto de Ísis se difundiu na bacia do Mediterrâneo, o sistro tornou-se um instrumento popular entre os Romanos.
A sua forma mais comum era a de um cabo com um arco, onde se colocavam pequenas barras com discos de metal que quando agitadas produziam o som. Em alguns casos poderiam ter uma forma de capela. Entre o cabo e o arco era comum a representação de Hator.
São hoje em dia utilizados nas cerimónias da Igreja Copta da Etiópia, sendo conhecidos como sanasel ou tsenatsil. Duas etnias indígenas da América do Norte também utilizam o sistro.

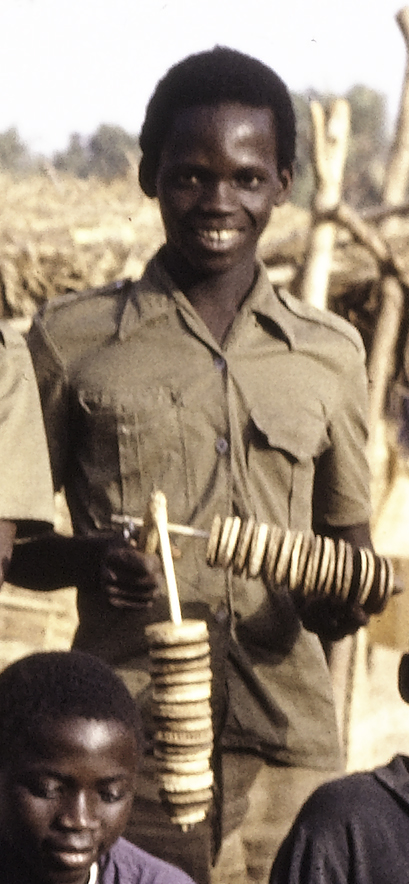
Jogador da banda da escola PAIGC segurando dois chocalhos de disco (sistra), Ziguinchor, Senegal, 1973